# David Wilkie Wynfield

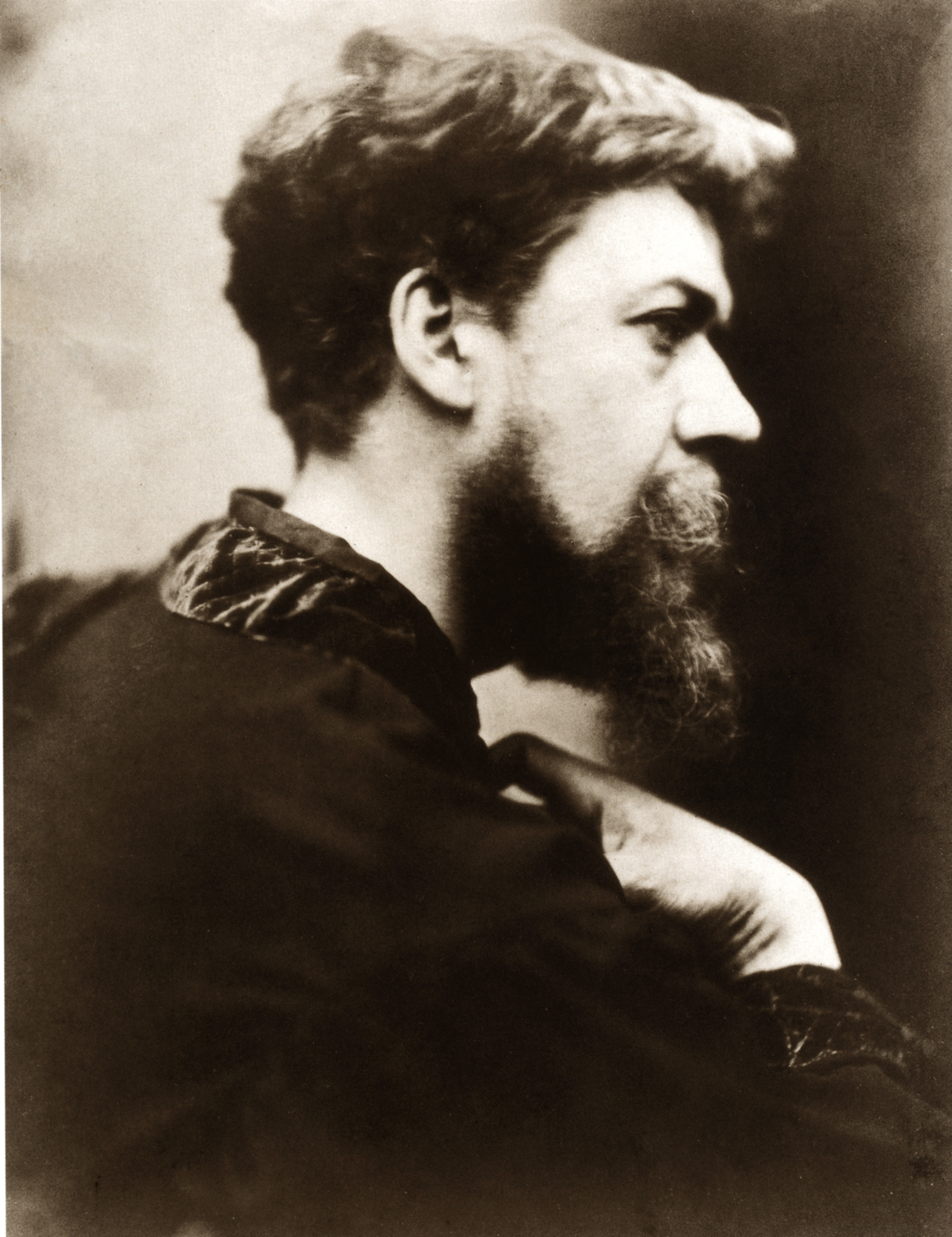
David Wilkie Wynfield, zelfportret

David Wilkie Wynfield (India, 1837 – Londen, 1887) was een Brits kunstschilder en fotograaf. Hij wordt wel geassocieerd met de prerafaëlieten.

## Leven en werk
Wynfield werd geboren in India en was oorspronkelijk voorbestemd voor het priesterschap. Hij verkoos echter een loopbaan in de kunst en ging in Engeland, te Londen, studeren aan ‘Leigh's art school’. Eind jaren vijftig sloot hij zich aan bij de St. John's Wood Clique, een kunstenaarsgenootschap dat bekendstond om hun humor en dat nauw verwant was aan de prerafaëlieten. Wynfield schilderde vooral anekdotische historische werken, in de stijl ook der prerafaëlieten. In 1859 exposeerde hij voor de eerste keer bij de Royal Academy of Arts.
Behalve als kunstschilder maakte Wynfield vooral naam als portretfotograaf. Begin jaren zestig ontwikkelde hij een eigen soft focus-techniek, die hij doorgaf aan Julia Margaret Cameron. Cameron schreef later dat Wynfield haar de schoonheid van fotografie had leren inzien en typeerde zijn invloed op haar werk als 'bepalend'.
Wynfield maakte tal van fotoportretten van vooraanstaande kunstenaars uit het Londen van de jaren 1860, met name van zijn vrienden van de St. John's Wood Clique en de prerafaëlieten. Vaak liet hij hen poseren in historische kostuums en in theatrale poses, waarmee hij een schilderachtige stijl van fotograferen probeerde te bewerkstelligen. Hij was een der eerste fotografen die zijn fotoportretten op grootformaat afdrukten. In 1864 verscheen zijn fotoboek The Studio: A Collection of Photographic Portraits of Living Artists, Taken in the Style of Old Masters, by an Amateur, waarmee hij ook als een der eersten een fotoboek uitbracht.
Veel fotoportretten van Wynfield zijn momenteel te bezichtigen in de National Portrait Gallery te Londen.

## Schilderijen

Henry VIII and Anna Boleyn
The Lady’s Knight
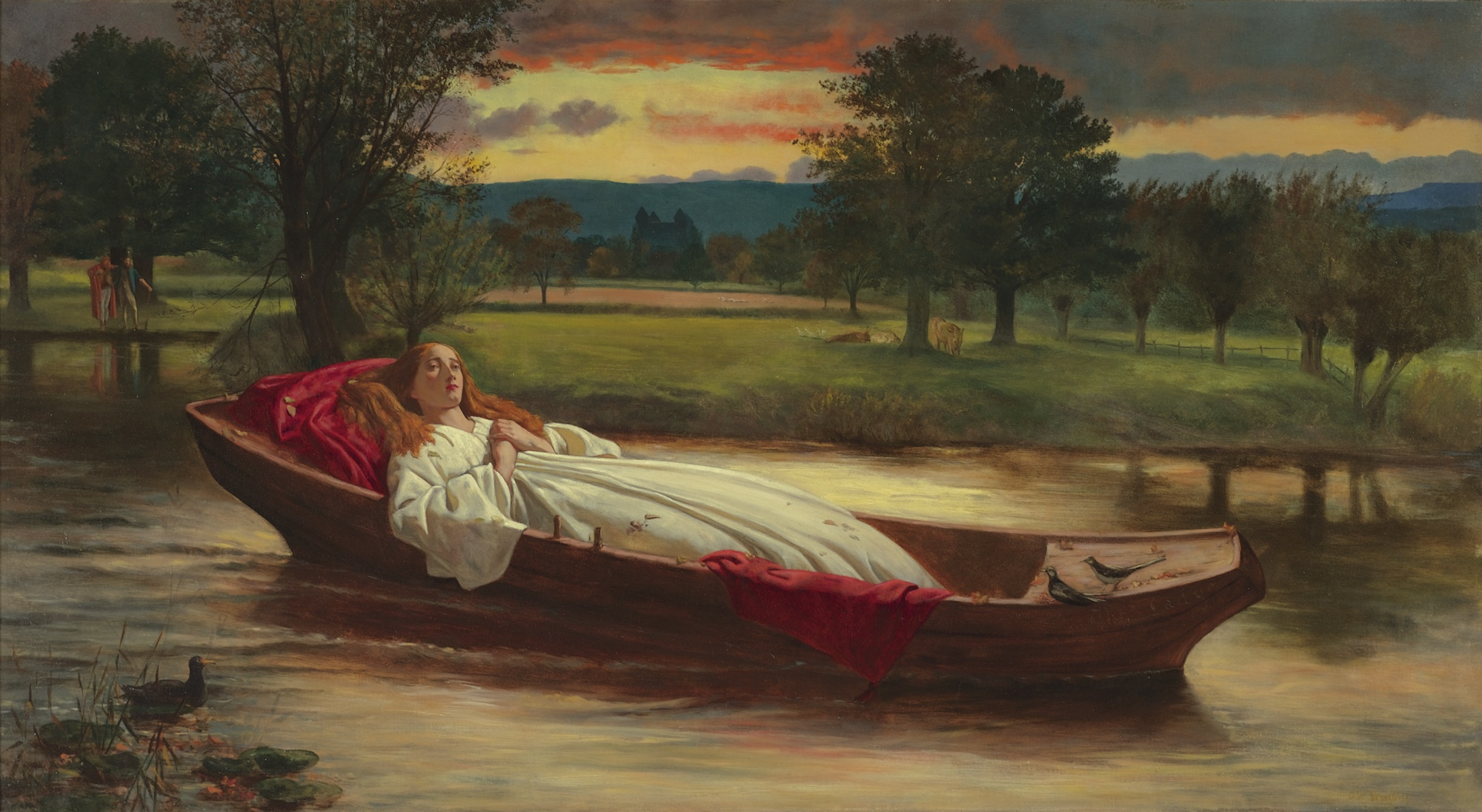
The Lady of Shallot
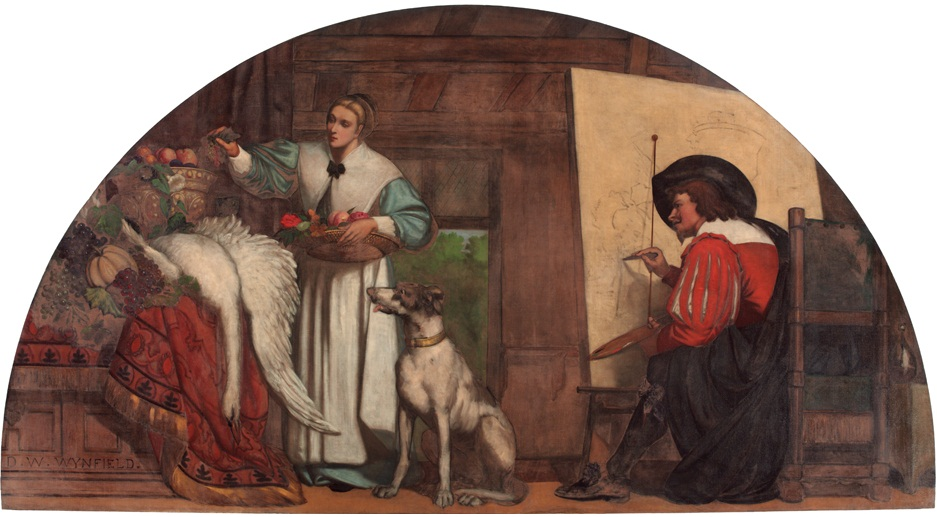
Drawing from Still Life

## Foto-portretten

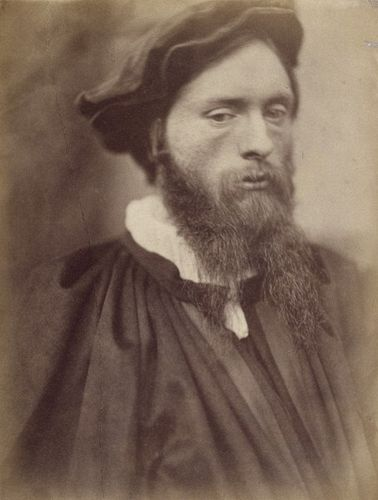
Edward Burne-Jones
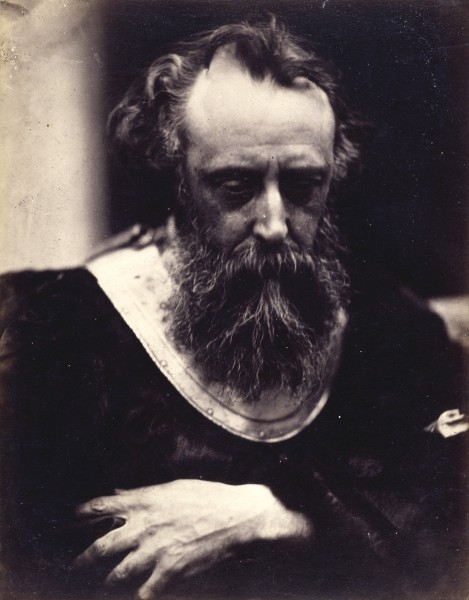
George Frederic Watts
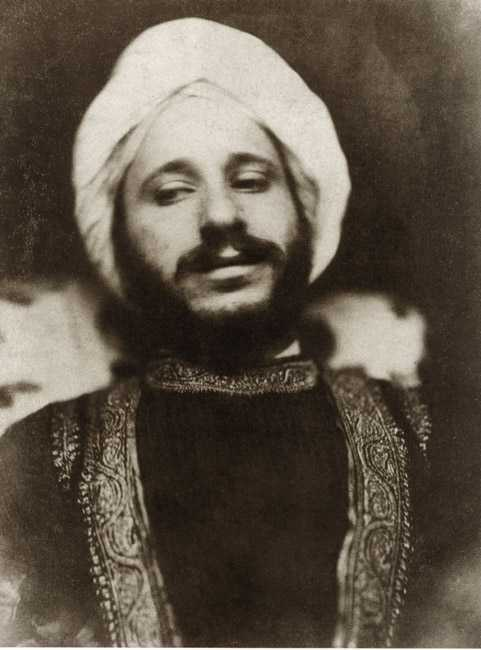
Simeon Solomon
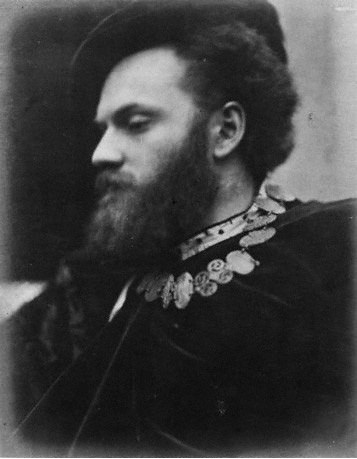
Val Prinsep
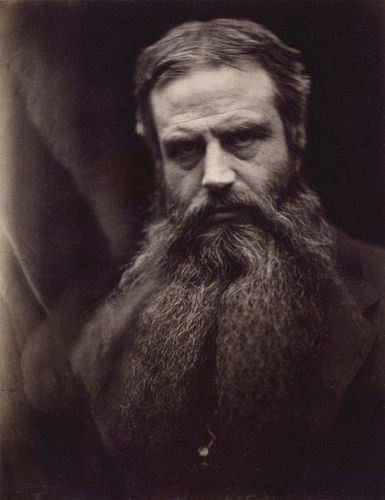
William Holman Hunt
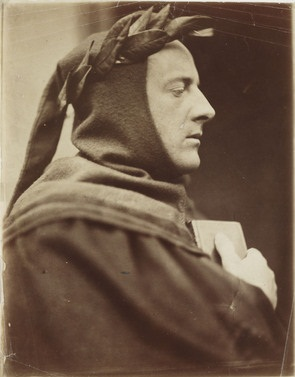
John Everett Millais als Dante
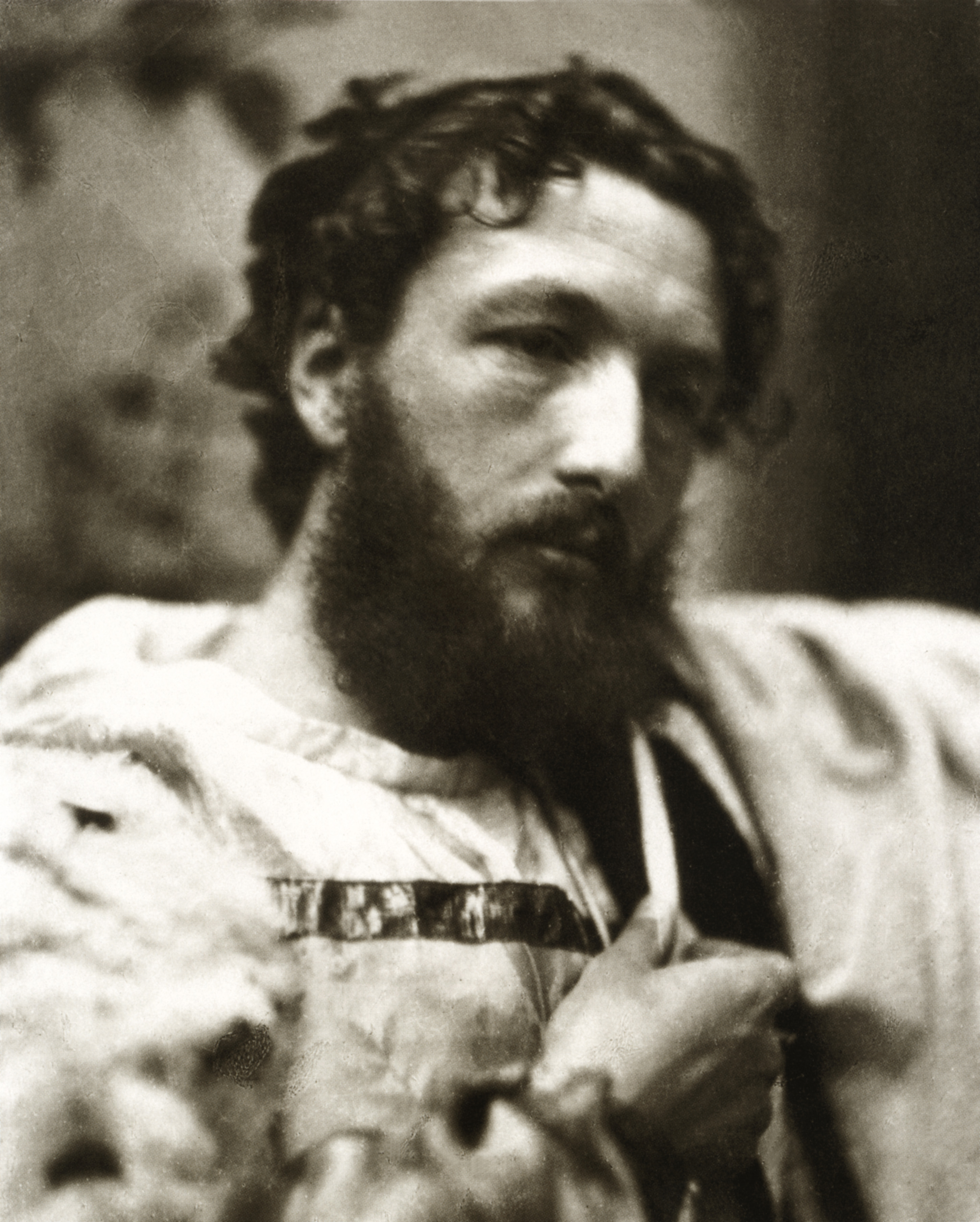
Frederic Leighton
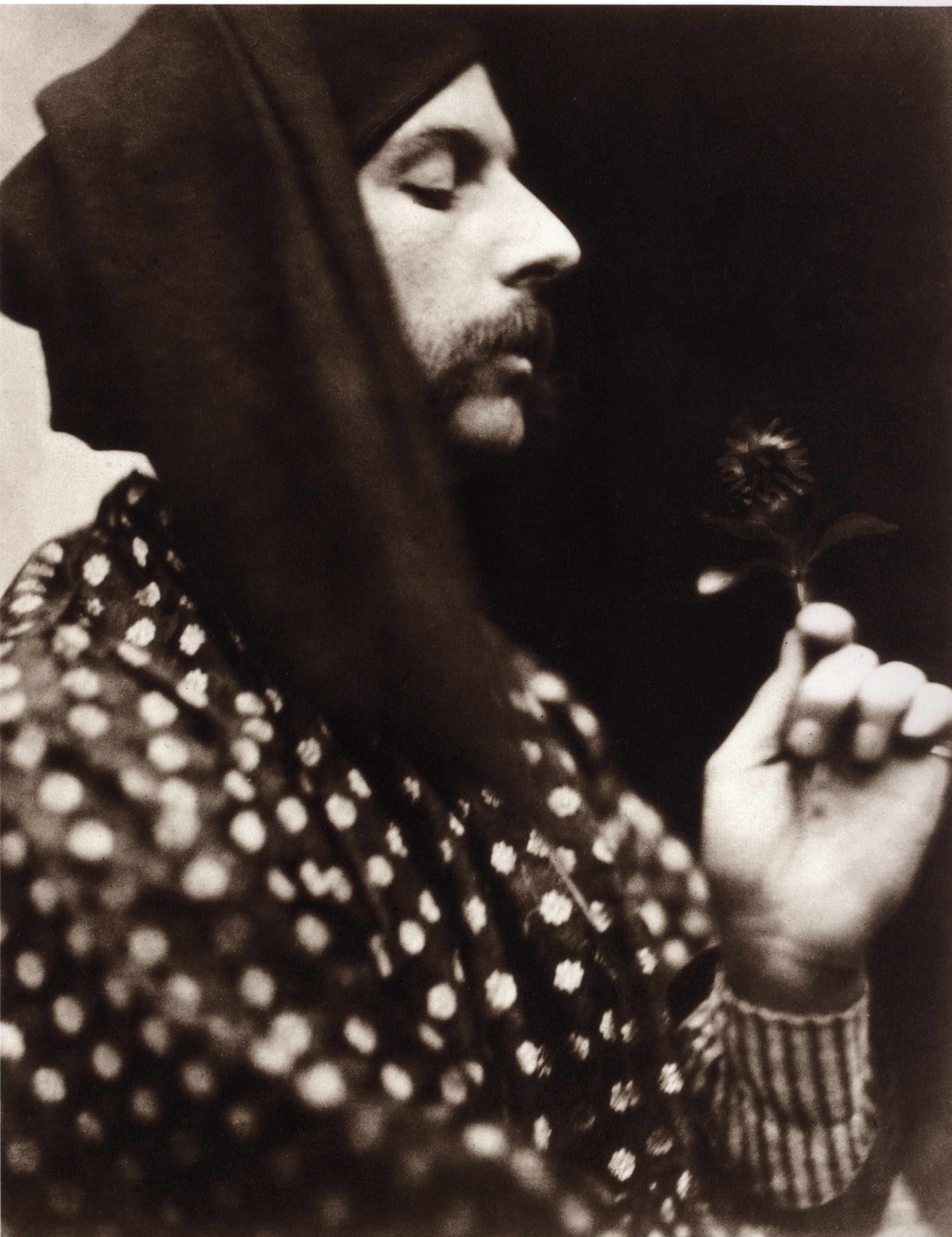
Architect William Swinden Barber
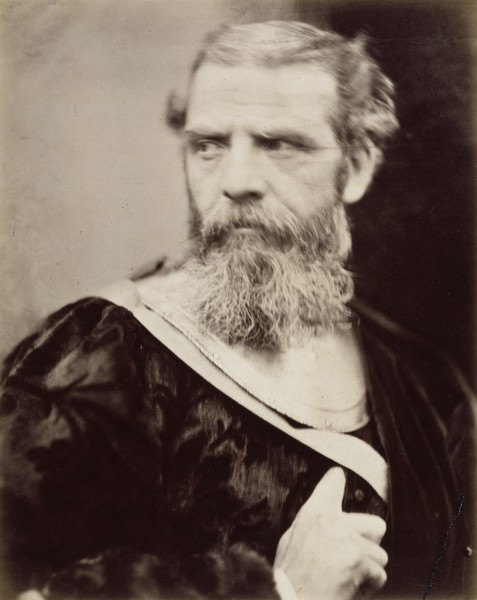
Richard Ansdell
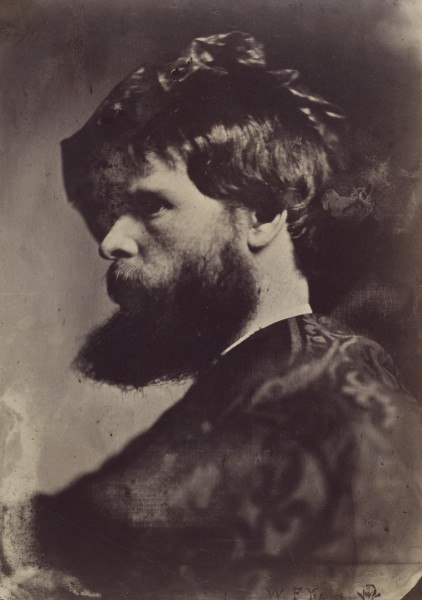
William Frederick Yeames